# Piás polák bérgyilkos
A Piás polák bérgyilkos (eredeti cím: You Kill Me) 2007-ben bemutatott amerikai bűnügyi vígjáték, melyet Christopher Markus és Stephen McFeely forgatókönyve alapján John Dahl rendezett. A főbb szerepekben Ben Kingsley, Téa Leoni, Luke Wilson és Dennis Farina látható.
A 2007. június 22-én bemutatott film bevételi szempontból megbukott, de a kritikusok összességében pozitívan fogadták.

## Cselekmény
Frank Falenczyk bérgyilkos, aki családtagként a Buffalóban tevékenykedő lengyel maffiának dolgozik. Alkoholproblémái miatt elront egy kulcsfontosságú küldetést: elalszik munka közben, ezzel futni hagyva a célszemélyt és veszélybe sodorva a családi üzletet. Nagybátyja és a család feje, Roman Krzeminski San Franciscóba küldi őt, hogy összeszedhesse magát.
Falenczyk kénytelen lesz egy halottasházban munkát vállalni és az Anonim Alkoholisták gyűléseire járni. Itt beismeri sorstársainak, hogy szeretne megszabadulni alkoholizmusától, mely meggátolja számára a hatékony munkavégzést. Hamarosan a munkahelyén összeismerkedik és beleszeret egy Laurel Pearson nevű szókimondó nőbe. Mindeközben családja hókotró vállalkozását egy feltörekvő ír bűnbanda kezdi el fenyegetni. Az erőszak elharapódzásakor Frank hazatér és családja védelmére siet. Laurel segítségével sikerül felülkerekednie az íreken.

## Szereplők
| Színész           | Szerep              | Magyar hang    |
| ----------------- | ------------------- | -------------- |
| Ben Kingsley      | Frank Falenczyk     | Végvári Tamás  |
| Téa Leoni         | Laurel Pearson      | Bertalan Ágnes |
| Luke Wilson       | Tom                 | Széles Tamás   |
| Dennis Farina     | Edward O'Leary      | Szersén Gyula  |
| Philip Baker Hall | Roman Krzeminski    | Gruber Hugó    |
| Bill Pullman      | Dave                | Háda János     |
| Marcus Thomas     | Stef Krzeminski     | Schmied Zoltán |
| Jayne Eastwood    | Kathleen Fitzgerald | Illyés Mari    |

## Fogadtatás

### Bevételi adatok
A film az észak-amerikai mozikban 2 429 367, míg világszerte 1 318 928 dolláros bevételt ért el, így az összbevétele 3 748 295 dollár lett. Ezzel a film elkészítésére fordított 4 millió dolláros költséget sem sikerült visszahoznia.

### Kritikai visszhang
A Rotten Tomatoes weboldalon 115 kritika alapján a film 78%-on áll. Az oldal összegzése szerint „a Ben Kingsley és Téa Leoni csodálatos alakításait felvonultató film bájos és vicces módon dolgozza fel az ismert »bérgyilkosok lelkivilága« alaptémát”.
A The New York Times kritikusa szerint következetesen vicces és az egymást kiegészítő szereplőgárda által jól előadott műről van szó. A The Guardian munkatársa, Philip French is méltatta a „szerény és meglepően felvidító” vígjátékot.
Jim Emerson (RogerEbert.com) szerint a Piás polák bérgyilkos gyatra és minden ihletet nélkülöző film, melyben különösen tehetséges emberek (beleértve a rendezőt, az operatőrt és a színészeket) minden tőlük telhetőt megkísérelnek, hogy javítsanak a silány, lagymatag és együgyű forgatókönyvön.

## Fordítás
- Ez a szócikk részben vagy egészben  a   You Killing Me című angol Wikipédia-szócikk fordításán alapul.  Az eredeti cikk szerkesztőit annak laptörténete sorolja fel. Ez a jelzés csupán a megfogalmazás eredetét és a szerzői jogokat jelzi, nem szolgál a cikkben szereplő információk forrásmegjelöléseként.